# Aeropuerto de Ventilla
Aeropuerto de Ventilla (OACI: SLTL) es un aeropuerto de gran altura que da servicio a la mina de plata San Cristóbal y su ciudad de apoyo en el Departamento de Potosí de Bolivia. San Cristóbal está dentro del Altiplano boliviano, y hay terreno alto al norte y al sur de la pista.